# پل فره
پُل فره (فرانسوی: Paul Frère‎؛ زادهٔ ۳۰ ژانویهٔ ۱۹۱۷ در لو آور، درگذشتهٔ ۲۳ فوریهٔ ۲۰۰۸ در سن‌پل دو ونس) رانندهٔ مسابقات اتومبیل‌رانی فرمول یک اهل بلژیک بود که از فصل ۱۹۵۲ تا ۱۹۵۶ در مجموع در یازده گراند پری شرکت کرد.
او در طول دوران فعالیت خود در فرمول یک، تنها ۱ بار بر روی سکو رفت و ۱۱ امتیاز را نیز به نام خود به‌ثبت رساند.
فره در ۲۳ فوریهٔ ۲۰۰۸ در سن‌پل دو ونس درگذشت.